# Valcour Island

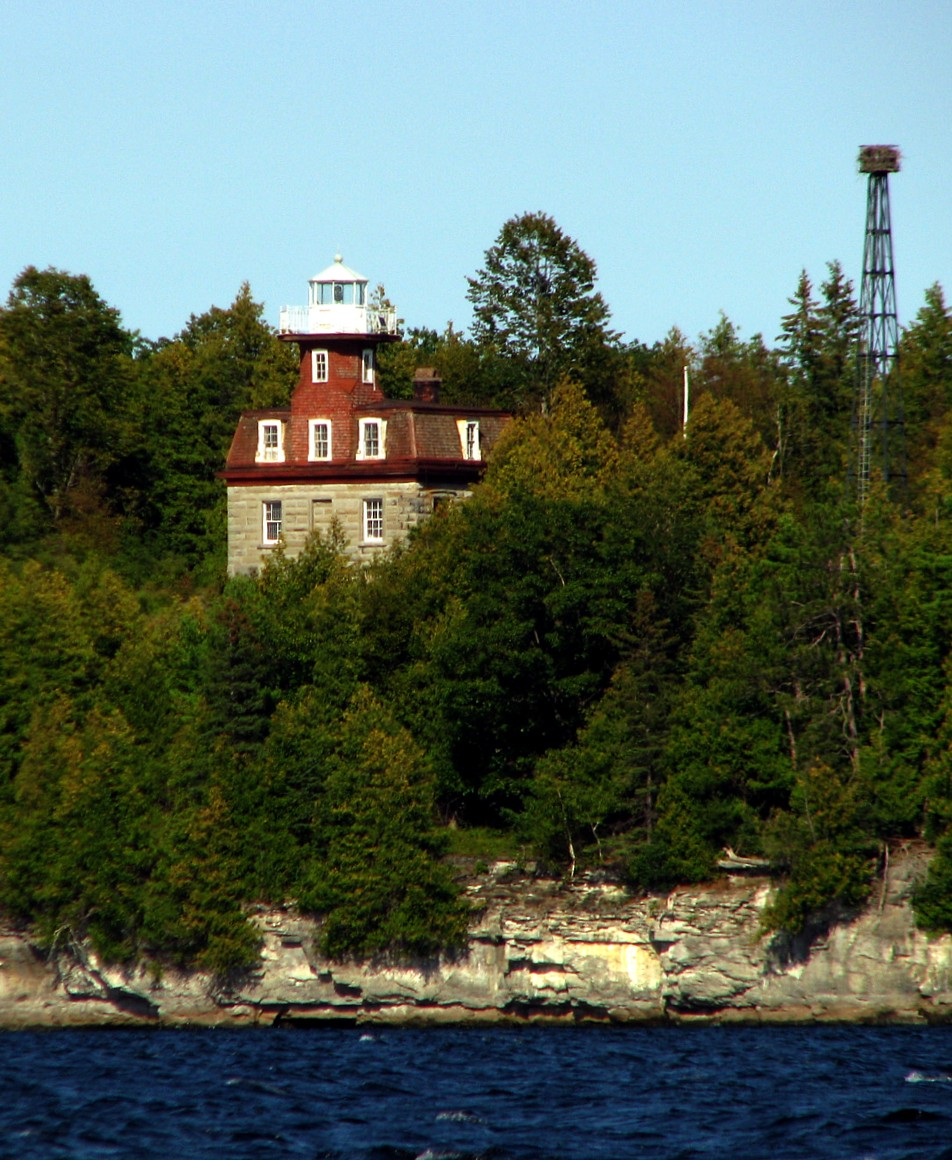
Leuchtfeuer auf Valcour Island

Valcour Island ist eine etwa 3 km lange und anderthalb Kilometer breite Insel im Lake Champlain in den USA im Bundesstaat New York, die zum Festland hin eine Engstelle formt. Sie ist die drittgrößte Insel im Champlain-See, nach „The Heros“ und „Isle la Motte of Vermont“. Ihre Ufer haben abwechselnd felsige, schroffe oder sandige Strände. Mehrere geschützte Buchten bieten Ankerplätze. Der Leuchtturm Bluff Point Light steht am Westende der Insel. Er leitete von 1871 bis 1930 die Boote durch die Engstelle, bis er dann durch einen Stahlturm ersetzt wurde.
Am 11. Oktober 1776 wurde während des Amerikanischen Unabhängigkeitskrieges in der Engstelle das Seegefecht bei Valcour Island zwischen britischen und amerikanischen Seestreitkräften ausgetragen.